# Parathion
Il Parathion, noto anche come Folidol, è un insetticida e acaricida organofosfato.
Fu creato negli anni 40 dalla IG Farben. È altamente tossico per gli organismi viventi compresi gli esseri umani ed il suo uso è stato vietato o limitato nella maggior parte dei paesi. La struttura di base è condivisa dal paration-metile.